# 2022년 펀데일 지진
2022년 펀데일 지진은 2022년 12월 20일 오전 10시 34분 25초(UTC), 오전 2시 34분(현지 시각)에 미국 캘리포니아주 험볼트군의 펀데일에서 일어난 규모 M6.4의 지진이다.

## 지질학적 환경
북부 캘리포니아 대부분은 태평양판, 고르다판, 북아메리카판 3개 판이 만나는 경계인 먼더치노 삼중합점과 매우 가까이 있다. 먼더치노 파쇄대(혹은 고르다해령 동부 먼더치노 단층이라고 부름)는 태평양판과 고르다판을 분리시키는 변환 단층이다. 이 판의 경계는 약 M9에 달하는 1700년 캐스케이디아 지진과 규모 M7.2의 1992년 캐이프먼더치노 지진 등 인근에서 발생한 지진의 진원이기도 하다.

## 지진
이번 지진은 모멘트 규모 Mw6.4로 측정되었으며 수정 메르칼리 진도 계급 기준 최대진도는 VIII이다. 2021년 12월 20일에도 캐이프먼더치노 지역 육상에서 규모 M6.2의 지진이 발생해 작은 피해가 있었다. 이 지진은 동남 혹은 서남 방향을 주향을 가진 주향이동단층에서 발생했다. 미국 지질조사국(USGS)은 지진의 진원 깊이, 단층면해 분석, 진앙 등을 고려할 때 섭입해 들어간 고르다판 안에 발생했을 가능성이 높다고 발표했다. 지진을 유발한 해안단층은 바다 한가운데에 있었으나 단층 파열이 일어나면서 육지를 향해 동북쪽으로 움직였다.

### 여진
본진 이후 규모 M1.0 이상의 여진이 약 26 km 길이의 단층선대를 따라 250차례 이상 발생했다. 이 중 가장 큰 규모의 여진은 규모 M4.9, 최대진도 V의 지진이다. 2023년 1월 1일에는 규모 M5.4, 최대진도 VII의 여진이 발생했다.. 이 여진으로 험볼트군에서 창문이 깨지고 건물에 큰 금이 가며 정전이 발생했으며, 일부 주택은 기초가 흔들려 큰 손상을 입었다. 3월 21일에는 펀데일 서남서쪽 약 10 km 지점에서 규모 M4.5의 지진이 발생했는데 미국 지질조사국은 이를 2022년 본진의 여진이라고 평가했다.

## 피해

### 사상자
지진과 관련된 "의료적 응급상황"으로 2명이 사망하고 17명이 부상을 입었다. 각각 72세와 83세인 사망자 둘 모두 구급차가 다른 지역으로 출동하던 중이라 구급대원이 제 때 치료하지 못해 사망했다. 사망자 중 한 명은 심장마비로 사망했다.

### 재산 피해

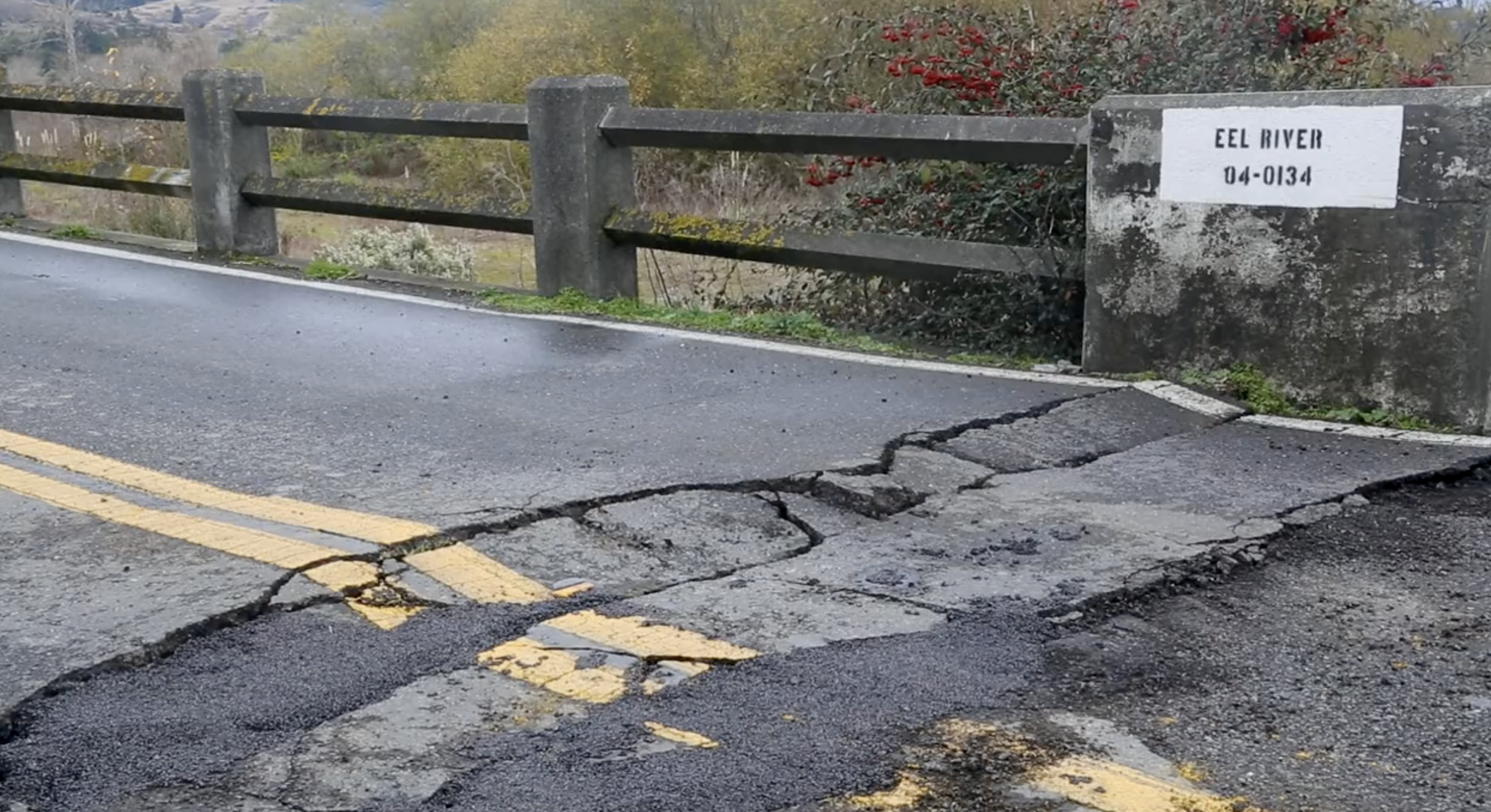
지진으로 손상된 펀데일의 한 다리 연결부 모습

무전기 통신을 통해 보고된 초기 피해 보고에 따르면 리오델에서 여러 주택이 손상을 입고 수많은 가스 누출과 정전 사태가 발생했다. 지진으로 발생한 화재 피해를 포함해 주택 총 15채가 붕괴되거나 심각한 피해를 입었다. 이재민 100여명이 주택 파손으로 집을 잃었다. 또한 상점 유리창이 깨지고 집이 기초에서 쓰러지는 일도 발생했다. 롤레타에서는 구 험볼트 크리머리 공장의 벽돌이 무너졌다. 포르투나와 펀데일에서는 일부 상점 정면이 파손되거나 물건이 떨어지는 피해가 있었다. 지진으로 주택 총 150채가 손상되거나 붕괴되었으며 대부분은 리오델에서 일어났다.
퍼시픽 가스 앤 일렉트릭 컴퍼니(PG&E)는 처음에 험볼트군에서 5만명이 정전 상황이라고 밝혔으나 나중에 6만명으로 그 수치가 올라갔다. 캘리포니아 독립송전망 운영체(캘리포니아 ISO)는 송전망 비상사태를 선포했다. 샌프란시스코 베이 에어리어 거주자의 핸드폰에는 지진 조기 경보 알람이 울렸다. 현지 시각 오전 4시 25분 기준  PG&E 사는 정전 상태인 고객 수를 71,170명이라고 집계했다. 캘리포니아주 교통부는 캘리포니아 주도 제211호선에 있는 엘강을 가로지르는 펀다리에 도로 자체가 흔들리며 발생한 큰 균열 4개 때문에 통행을 폐쇄했다. 캘리포니아주 비상상황위원회(Cal OES)는 각 지방정부(자치정부 포함), 캘리포니아주 산림 및 소방국, 교통부, 캘리포니아주 지질조사국, 캘로피낭주 고속도로 순찰대 사이 대응을 조정했다. 캘리포니아 폴리테크닉 주립 대학교 험볼트는 오전 7시 16분 이후 필수 인원을 제외한 모든 인원의 출입을 금지했다.

## 대응
미국 지질조사국의 지진경보체계인 셰이크알럿은 미국 서해안 지역에 지진 경보를 발표했다. 캘리포니아 북부와 오리건주 거주자 약 3백만명이 핸드폰을 통해 경보 알람을 받았다. 포르투나의 지진계가 2시 34분에 지진을 감지해 캘리포니아주-오리건주 경계부터 산호세 남쪽, 동쪽으로는 샤스타군과 메드퍼드까지 지진경보를 발표했다. 이는 2019년 미국에 지진경보체계가 처음 도입된 이후 가장 넓은 지역에 발표된 지진경보이다. 미국 해양대기청(NOAA)은 쓰나미경보를 발표하지 않았고 실제로도 지진해일이 관측되지 않았다.

## 같이 보기
- 캘리포니아주의 지진 목록
- 1992년 캐이프먼더치노 지진
- 2010년 유레카 지진
- 1980년 유레카 지진
- 2024년 캐이프먼더치노 지진
- 2022년 지진